# Kanton Viscachani
Der Kanton Viscachani ist ein Verwaltungsbezirk im Departamento La Paz im südamerikanischen Anden-Staat Bolivien.

## Lage im Nahraum
Der Kanton Viscachani ist einer von zwölf Cantones des Landkreises (bolivianisch: Municipio) Patacamaya in der Provinz Aroma und liegt im nördlichen Teil des Landkreises. Es grenzt im Norden und Westen an das Municipio Ayo Ayo, im Südwesten an den Kanton San Martín de Iquiaca, im Süden an den Kanton Villa Concepción de Belén, im Südosten an den Kanton Chiarumani, und im Osten an die Provinz Loayza.
Der Kanton erstreckt sich zwischen 17° 06' und 17° 12' südlicher Breite und 67° 51' und 67° 58' westlicher Breite, er misst von Norden nach Süden bis zu neun Kilometer und von Westen nach Osten bis zu zwölf Kilometer. Der Kanton hat sieben Ortschaften (localidad), zentraler Ort ist Viscachani mit 185 Einwohnern (Volkszählung 2012) im westlichen Teil des Kantons.

## Geographie
Der Kanton Viscachani liegt auf der bolivianischen Hochebene zwischen den Anden-Gebirgsketten der Cordillera Occidental im Westen und der Cordillera Central im Osten. Das Klima der Region ist ein typisches Tageszeitenklima, bei dem die Schwankungen der mittleren Tagestemperaturen deutlicher ausfallen als die Temperaturschwankungen zwischen den Jahreszeiten.
Die Jahresdurchschnittstemperatur der Region liegt bei etwa 7 °C, die Monatswerte schwanken nur unwesentlich zwischen 4 °C im Juni/Juli und 9 °C im November/Dezember (siehe Klimadiagramm Patacamaya). Der Jahresniederschlag beträgt 460 mm, die Monatsniederschläge liegen zwischen unter 10 mm von Mai bis August und bei 110 mm im Januar.

## Bevölkerung
Die Einwohnerzahl des Kanton ist zwischen den beiden letzten Volkszählungen um etwa ein Zehntel angestiegen.
| Jahr | Einwohner | Quelle       |
| ---- | --------- | ------------ |
| 1992 | 1 037     | Volkszählung |
| 2001 | 1 131     | Volkszählung |
| 2012 | 1 470     | Volkszählung |

Die Region weist einen hohen Anteil an Aymara-Bevölkerung auf, im Municipio Patacamaya sprechen 83,2 Prozent der Bevölkerung die Aymara-Sprache.

## Gliederung
Der Kanton Viscachani gliederte sich bei der Volkszählung von 2012 in die folgenden sechs Unterkantone (vicecantones):
- 02-1305-0900-2 Vicecantón Viscachani – 185 Einwohner
- 02-1305-0900-3 Vicecantón Toloma – 227 Einwohner
- 02-1305-0900-4 Vicecantón Hirutira – 238 Einwohner
- 02-1305-0900-5 Vicecantón Mantecani – 301 Einwohner
- 02-1305-0900-6 Vicecantón Pujravi – 144 Einwohner
- 02-1305-0900-7 Vicecantón Centro Toloma – 375 Einwohner